# Волго-Ахтубинский канал
Во́лго-Ахту́бинский кана́л — искусственное русло от Волги до её рукава Ахтуба. Длина составляет 7 км. Канал проходит по территории природного парка Волго-Ахтубинской поймы. На левом берегу территория города Волжский, на правом — Среднеахтубинского района.

## Гидрография
Среднесуточное поступление в реку Ахтубу по каналу составляет 70‒75 м³/с. Дополнительное питание Ахтуба получает за счёт сброса шлюзовой воды в количестве 10‒15 м³/с. Максимальный расход при шлюзовании составляет 250 м³/с.

## История
Волго-Ахтубинский канал начали строить как гидросооружение для Волжской гидроэлектростанции. В августе 1950 года заключенные специально созданного для этого Ахтублага приступили к рытью котлованов гидроэлектростанции, канала и жилья для вольнонаёмных строителей гидроузла. В 1951 году Волго-Ахтубинский канал стал действовать для обводнения Ахтубы, часть которой перекрывалась сооружениями гидроузла.
30 апреля 1953 года по каналу открылось постоянное пассажирское и транспортное движение теплоходов по маршруту «посёлок Волжский – город Сталинград». 
В августе 2018 года на канале проходили состязания «Инженерная формула» Армейских международных игр «АрМИ-2018».